# Camponotus sexpunctatus
Camponotus sexpunctatus är en myrart som beskrevs av Auguste-Henri Forel 1894. Camponotus sexpunctatus ingår i släktet hästmyror, och familjen myror. Inga underarter finns listade.